# Francisco Ros Casares
Francisco Ros Casares (Vinalesa, 1926 - València, 2014) fou un empresari siderúrgic i dirigent esportiu valencià.
Fundador del Grup Ros Casares, un grup empresarial amb inicis modestos però que a partir de l'any 1959, amb la liberalització del mercat del metall, va fer créixer la seua empresa fins convertir-la en un hòlding amb aliances internacionals amb empreses com la basca Aristrain o l'alemanya Thyssen. L'activitat inicial fou la de distribució siderúrgica majorista i va anar ampliant amb una cadena de ferreteries, la comercialització de maquinària o la indústria auxiliar de l'automòbil.
L'any 1973 va accedir a la presidència del València Club de Futbol que va ostentar durant dos anys amb els que va adquirir i construir la Ciutat Esportiva de Paterna. També va adquirir el Club Bàsquet Godella que va passar a ser conegut amb els cognoms de l'empresari i aconseguí ser un club de referència en l'elit del bàsquet femení fins que l'any 2012 s'ensorrà a causa d'una greu crisi.
L'abril de 2022 es va descobrir que Francisco Ros Casares havia creat una col·lecció de més de 1.000 exemplars d'animals dissecats, molts d'ells catalogats com a espècies amenaçades o en perill d'extinció, valorats en vora 29 milions d'euros i que es conservaven en una casa de la seua propietat. El descobriment es va fer arran de les investigacions de la Guàrdia Civil que acusava al seu fill Francisco Juan Ros García per presumptes delictes de contraban i relatius a la protecció de la flora i fauna.